# 吉野弘幸
吉野弘幸（日语：／ Yoshino Hiroyuki，1970年6月2日—），日本千葉縣出身的編劇（腳本家）。

## 來歷
早稻田大學第一文學部畢業。就讀大學期間是大河内一樓的社團學弟。曾是德間書店出版雜誌《Animage》的作家。之後接受日昇動畫的古里尚丈建議，成為動畫公司編劇。

## 主要作品

### 電視動畫
2000年
- GEAR戰士電童（劇本）

2001年
- （劇本）

2002年
- 機動戰士GUNDAM SEED（劇本）

2003年
- 機甲露寶（劇本）

2004年
- 舞-HiME（系列構成）
- 機動戰士GUNDAM SEED DESTINY（劇本）

2005年
- 舞-乙HiME（系列構成）

2006年
- Code Geass 反叛的魯路修（副系列構成、劇本）
- 舞-乙HiME Zwei（系列構成）

2007年
- 偶像大師 XENOGLOSSIA（劇本）

2008年
- 超時空要塞 Frontier（系列構成）
- Code Geass 反叛的魯路修 R2（副系列構成）
- 黑執事（劇本）

2009年
- 電波系彼女（系列構成）
- DARKER THAN BLACK-流星之雙子-（劇本）
- 劇場版 超時空要塞 F 虛空歌姬（劇本）

2010年
- 空·之·音（系列構成）
- 吸血鬼同盟（系列構成）

2011年
- 碎之星（劇本）
- 罪惡王冠（系列構成、劇本）

2012年
- 加速世界（系列構成、劇本）
- 魔奇少年（系列構成、劇本）

2013年
- Vividred Operation（系列構成、劇本）
- 劇場版魔法禁書目錄：恩底彌翁的奇蹟（劇本）
- 科學超電磁砲S（劇本）
- 噬血狂襲（系列構成、劇本）
- 来自风平浪静的明天（劇本）

2014年
- 黑執事 Book of Circus（系列構成、劇本）
- TRINITY SEVEN（系列構成、劇本）
- 境界觸發者（系列構成、劇本）

2015年
- 艦隊Collection -艦Colle-（剧本）
- 境界之輪迴 第1期（劇本）
- 重裝武器（系列構成）

2016年
- 境界之輪迴 第2期（劇本）
- 終末的伊澤塔（系列構成、劇本）

2017年
- 時間支配者（劇本)

2018年
- 魔法禁书目录 第三季 （系列構成、剧本）

2019年
- 荒野的壽飛行隊（劇本）

2021年
- Tropical-Rouge！光之美少女（劇本）

2024年
- 黑執事 寄宿學校篇（系列構成、劇本）
- 再見，地球（系列構成、劇本）

### OVA
2015年
- EXODUS！ 逃出东京（劇本）
- 第三少女飞行队 FALLING ANGEL（劇本）

### 電影動畫
- 劇場版 TRINITY SEVEN -悠久圖書館與錬金術少女-（劇本，2017年）
- 電影光之美少女偶像與你♪久等了！為你送上閃耀的現場演唱會！（編劇，2025年）

### 漫畫原作
- 舞-乙HiME（與樋口達人聯名創作，佐藤健悦作畫，2005年）
- 聖痕鍊金士（佐藤健悦作畫，2006年）
- VITAセクスアリス（佐藤健悦作畫，2007年）
- 神咒之蜜乳（日语：神呪のネクタール）（佐藤健悦作畫，2016年）